# Jeder Idiot hat eine Oma, nur ich nicht
Jeder Idiot hat eine Oma, nur ich nicht ist ein autobiografisches Theaterstück von Rosa von Praunheim, das 2018 in den Kammerspielen des  Deutschen Theaters in Berlin uraufgeführt und dort als Erfolgsstück über mehrere Spielzeiten hinweg gezeigt wurde.

## Handlung
Rosa von Praunheim führt mit Božidar Kocevski und Heiner Bomhard als Hauptdarsteller in einer Mischung aus klassischem Theater und Musical durch sein Leben.

## Notizen
Die Inszenierung gastierte unter anderem 2019 im Niedersächsischen Staatstheater Hannover und wurde im selben Jahr vom Theater und Orchester Heidelberg für den renommierten Heidelberger Stückemarkt ausgewählt.
Von Praunheim besetzte die zwei Hauptdarsteller auch in seinem Film Darkroom – Tödliche Tropfen (2019) sowie in seinem zweiten Theaterstück am Deutschen Theater Berlin Hitlers Ziege und die Hämorrhoiden des Königs, das 2019 mit dem Jury-Preis der Autorentheatertage am Deutschen Theater Berlin ausgezeichnet wurde.

## Rezeption
Die Kritiken feierten das Stück in der Premieren-Spielzeit fast einvernehmlich als herausragende Inszenierung in der Berliner Kultur-Szene. Die Berliner Morgenpost schrieb: „Jeder Idiot hat eine Oma, nur ich nicht ist ein Spektakel von gut zwei Stunden, eine schräge Lied-Revue voll Glitzer-Punk und Anarcho-Pop, wie man es dem DT nie zugetraut hätte.“ Im tip war zu lesen: „Da traut sich das brave Deutsche Theater mal was und lädt einen schwulen Undergroundstar ein, in den Kammerspielen eine Mini-Revue über das eigene Leben anzurichten – und prompt kommt dabei ein ziemlich hinreißender, kleiner großer Abend zustande.“ Die Berliner Zeitung schloss sich der Euphorie an: „Es ist eine großartige Revue dabei herausgekommen, eine frivole, provokante,  lustige, eindrucksvolle und trashige Nummernshow [...].“ Auch die schauspielerische Leistung der Darsteller wurde gewürdigt: „Kocevski und Bomhard erweisen sich als kongeniales Duo mit null Scheuklappen, aber dafür viel komödiantischem Talent.“ (Stage and Screen) Nachtkritik.de nahm Bezug auf die Schaffensweise des Regisseurs: „Die entwaffnende Offenheit, mit der Rosa von Praunheim seine Themen stets in seinen Filmen verarbeitete, erzeugt auch an diesem Theaterabend große erhellende, befreiende und überschwappende Wirkung. Das Heidelberger Publikum jedenfalls strömte wie euphorisiert zum fast mitternächtlichen Publikumsgespräch, als wollte es sein Theatererlebnis nicht mehr loslassen.“